# Andrzej Lipski (poseł)
Andrzej Lipski (ur. 1 lipca 1954 w Warszawie, zm. 21 lipca 1996 tamże) – polski polityk, historyk, poseł na Sejm II kadencji.

## Życiorys
Syn Ireneusza. Ukończył studia na Wydziale Historycznym Uniwersytetu Warszawskiego, uzyskał następnie stopień naukowy doktora nauk humanistycznych. Pracował jako nauczyciel akademicki.
W 1993 został posłem II kadencji, wybranym z listy ogólnopolskiej Sojuszu Lewicy Demokratycznej. Działał w Polskiej Partii Socjalistycznej. Od 1993 do 1996 przewodniczył Centralnemu Komitetowi Wykonawczemu PPS. 10 marca 1994 wraz z Piotrem Ikonowiczem i Cezarym Miżejewskim przystąpił do Koła Parlamentarnego PPS.
Zmarł w trakcie kadencji poselskiej. Został pochowany na Cmentarzu Wojskowym na Powązkach (kwatera H–2–12).
Prezydent Aleksander Kwaśniewski w 1996 pośmiertnie odznaczył go Złotym Krzyżem Zasługi.